# 弥富村 (千葉県)
弥富村（やとみむら）は、千葉県印旛郡に存在した村。現在の佐倉市の南部に位置している。

## 沿革
- 1889年（明治22年）4月1日 - 町村制施行に伴い、岩富町、岩富村、坂戸村、内田村、飯塚村、宮内村、西御門村、七曲村が合併して発足。
- 1954年（昭和29年）3月31日 - 印旛郡佐倉町、臼井町、志津村、根郷村、和田村と合併し佐倉市になり、消滅。